# Urasoe
Urasoe (Japans: 浦添市, Urasoe-shi) is een Japanse stad in de prefectuur Okinawa. In 2015 telde de stad 112.860 inwoners.

## Geschiedenis
Op 1 juli 1970 werd Urasoe benoemd tot stad (shi). In 1945 werd de stad flink geraakt door de Slag om Okinawa. Meer dan 4000 inwoners kwamen om het leven.
Subprefecturen:
Miyako · Yaeyama

Steden:
Ginowan · Ishigaki · Itoman · Miyakojima · Nago · Naha (hoofdstad) · Nanjo · Okinawa · Tomigusuku · Urasoe · Uruma

Districten:
Kunigami · Miyako · Nakagami · Shimajiri · Yaeyama
Gemeenten per district